# CEP Lorient
O Cercle d'éducation physique de Lorient, conhecido também por CEP Lorient é um clube de basquetebol baseado em Lorient, França que atualmente disputa a Nationale Masculine 1 (equivalente à terceira divisão francesa). Manda seus jogos no Palais des Sports Kervaric com capacidade para 3.800 espectadores.

## Histórico de Temporadas
| Temporada | Nível | Liga | Pos. | J     | PL  | Resultado        |
| --------- | ----- | ---- | ---- | ----- | --- | ---------------- |
| 2011-12   | 5     | NM3  |      |       |     |                  |
| 2012-13   | 4     | NM2  | 5    | 14-12 |     |                  |
| 2013-14   | 4     | NM2  | 3    | 19-7  |     |                  |
| 2014-15   | 4     | NM2  | 8    | 10-11 |     |                  |
| 2015-16   | 4     | NM2  | 1    | 23-3  |     | Promovido        |
| 2016-17   | 3     | NM1  | 10   | 16-18 |     |                  |
| 2017-18   | 3     | NM1  | 8    | 17-17 | 4-4 | Finalistaplayoff |

fonte:eurobasket.com

## Títulos

### Division d'Honneur(terceira divisão)
- Campeão (1):1950-51